# ديوي هومبولت (أريزونا)
ديوي هومبولت (بالإنجليزية: Dewey-Humboldt, Arizona)‏ هي بلدة تقع في مقاطعة يافاباي، أريزونا بولاية أريزونا في الولايات المتحدة. تأسست عام 2004، تبلغ مساحتها 48.1 (كم²)، وترتفع عن سطح البحر 1396 م، بلغ عدد سكانها 3894 نسمة في عام 2010 حسب إحصاء مكتب تعداد الولايات المتحدة وتصل الكثافة السكانية فيها 80.9 نسمة/كم2.

## التركيبة السكانية
حدّد مكتب تعداد الولايات المتحدة بيانات التركيبة السكانية لديوي هومبولت في تعداد الولايات المتحدة. في ما يلي، التركيبة السكانية حسب تعدادي 2000 و2010.

### تعداد عام 2000
بلغ عدد سكان ديوي هومبولت 6,295 نسمة بحسب تعداد عام 2000، وبلغ عدد الأسر 2,795 أسرة وعدد العائلات 2,023 عائلة مقيمة في البلدة. في حين سجلت الكثافة السكانية 130.6 نسمة لكل كيلومتر مربع (338.3/ميل2). وبلغ عدد الوحدات السكنية 3,358 وحدة بمتوسط كثافة قدره 69.7 لكل كيلومتر مربع (180.5/ميل2).
وتوزع التركيب العرقي للبلدة بنسبة 96.43% من البيض و0.22% من الأمريكيين الأفارقة و0.59% من الأمريكيين الأصليين و0.33% من الأمريكيين ذوي الأصول الآسيوية و0.03% من سكان جزر المحيط الهادئ و1.49% من الأعراق الأخرى و0.91% من عرقين مختلطين أو أكثر و5.21% من الهسبانيون أو اللاتينيون من أي عرق.
بلغ عدد الأسر 2,795 أسرة كانت نسبة 19.5% منها لديها أطفال تحت سن الثامنة عشر تعيش معهم، وبلغت نسبة الأزواج القاطنين مع بعضهم البعض 63.8% من أصل المجموع الكلي للأسر، ونسبة 5.3% من الأسر كان لديها معيلات من الإناث دون وجود شريك، بينما كانت نسبة 3.2% من الأسر لديها معيلون من الذكور دون وجود شريكة وكانت نسبة 27.6% من غير العائلات. تألفت نسبة 23% من أصل جميع الأسر من عدة أفراد يعيشون في نفس المنزل ونسبة 13.9% كانت تتألف من شخص يعيش بمفرده يبلغ من العمر 65 عاماً أو أكثر. وبلغ متوسط حجم الأسرة المعيشية 2.25، أما متوسط حجم العائلات فبلغ 2.59.
بلغ العمر الوسطي للسكان 53.9 عاماً. وكانت نسبة 16.8% من القاطنين تحت سن الثامنة عشر، وكانت نسبة 4% بين الثامنة عشر والرابعة والعشرين عاماً، ونسبة 16.3% كانت واقعةً في الفئة العمرية ما بين الخامسة والعشرين والرابعة والأربعين عاماً، ونسبة 31.4% كانت ما بين الخامسة والأربعين والرابعة والستين، ونسبة 31.4% كانت ضمن فئة الخامسة والستين عاماً فما فوق. يوجد لكل 100 أنثى 96.1 ذكر، ويوجد لكل 100 أنثى في الثامنة عشر من عمرها فما فوق 93.9 ذكر.
بلغ متوسط دخل الأسرة في البلدة 36,839 دولارًا، أما متوسط دخل العائلة فبلغ 41,232 دولارًا. وكان متوسط دخل الذكور 35,446 دولارًا مقابل 22,484 دولارًا للإناث. وسجل دخل الفرد الخاص بالبلدة 20,326 دولارًا. وكانت نسبة 4.8% من العائلات ونسبة 8.7% من السكان تحت خط الفقر، وكان من هؤلاء نسبة 15.2% تحت سن الثامنة عشر ونسبة 6.2% في الخامسة والستين من العمر وما فوق.

### تعداد عام 2010
بلغ عدد سكان ديوي هومبولت 3,894 نسمة بحسب تعداد عام 2010، وبلغ عدد الأسر 1,589 أسرة وعدد العائلات 1,094 عائلة مقيمة في البلدة. في حين سجلت الكثافة السكانية 80.8 نسمة لكل كيلومتر مربع (209.3/ميل2). وبلغ عدد الوحدات السكنية 1,888 وحدة بمتوسط كثافة قدره 39.2 لكل كيلومتر مربع (101.5/ميل2).
وتوزع التركيب العرقي للبلدة بنسبة 92.27% من البيض و0.28% من الأمريكيين الأفارقة و1.03% من الأمريكيين الأصليين و0.21% من الأمريكيين ذوي الأصول الآسيوية و0.05% من سكان جزر المحيط الهادئ و3.60% من الأعراق الأخرى و2.57% من عرقين مختلطين أو أكثر و10.48% من الهسبانيون أو اللاتينيون من أي عرق.
بلغ عدد الأسر 1,589 أسرة كانت نسبة 24.6% منها لديها أطفال تحت سن الثامنة عشر تعيش معهم، وبلغت نسبة الأزواج القاطنين مع بعضهم البعض 56.6% من أصل المجموع الكلي للأسر، ونسبة 7.2% من الأسر كان لديها معيلات من الإناث دون وجود شريك، بينما كانت نسبة 5% من الأسر لديها معيلون من الذكور دون وجود شريكة وكانت نسبة 31.2% من غير العائلات. تألفت نسبة 23.3% من أصل جميع الأسر من عدة أفراد يعيشون في نفس المنزل ونسبة 10.3% كانت تتألف من شخص يعيش بمفرده يبلغ من العمر 65 عاماً أو أكثر. وبلغ متوسط حجم الأسرة المعيشية 2.44، أما متوسط حجم العائلات فبلغ 2.89.
بلغ العمر الوسطي للسكان 49.3 عاماً. وكانت نسبة 20.4% من القاطنين تحت سن الثامنة عشر، وكانت نسبة 5.8% بين الثامنة عشر والرابعة والعشرين عاماً، ونسبة 18% كانت واقعةً في الفئة العمرية ما بين الخامسة والعشرين والرابعة والأربعين عاماً، ونسبة 34.8% كانت ما بين الخامسة والأربعين والرابعة والستين، ونسبة 21.1% كانت ضمن فئة الخامسة والستين عاماً فما فوق. وتوزع التركيب الجنسي للسكان بنسبة 51.2% ذكور و48.8% إناث.

## وصلات خارجية
- The US50 - Cities and Towns in Arizona State
- Arizona Cities and Towns, Facts, Map, Flag, Colleges, Government, and More